# Иоанн (епископ Суздальский)
Епископ Иоанн (ум. 15 октября 1373, Боголюбский монастырь) — епископ Русской православной церкви, епископ Суздальский и Нижегородский.

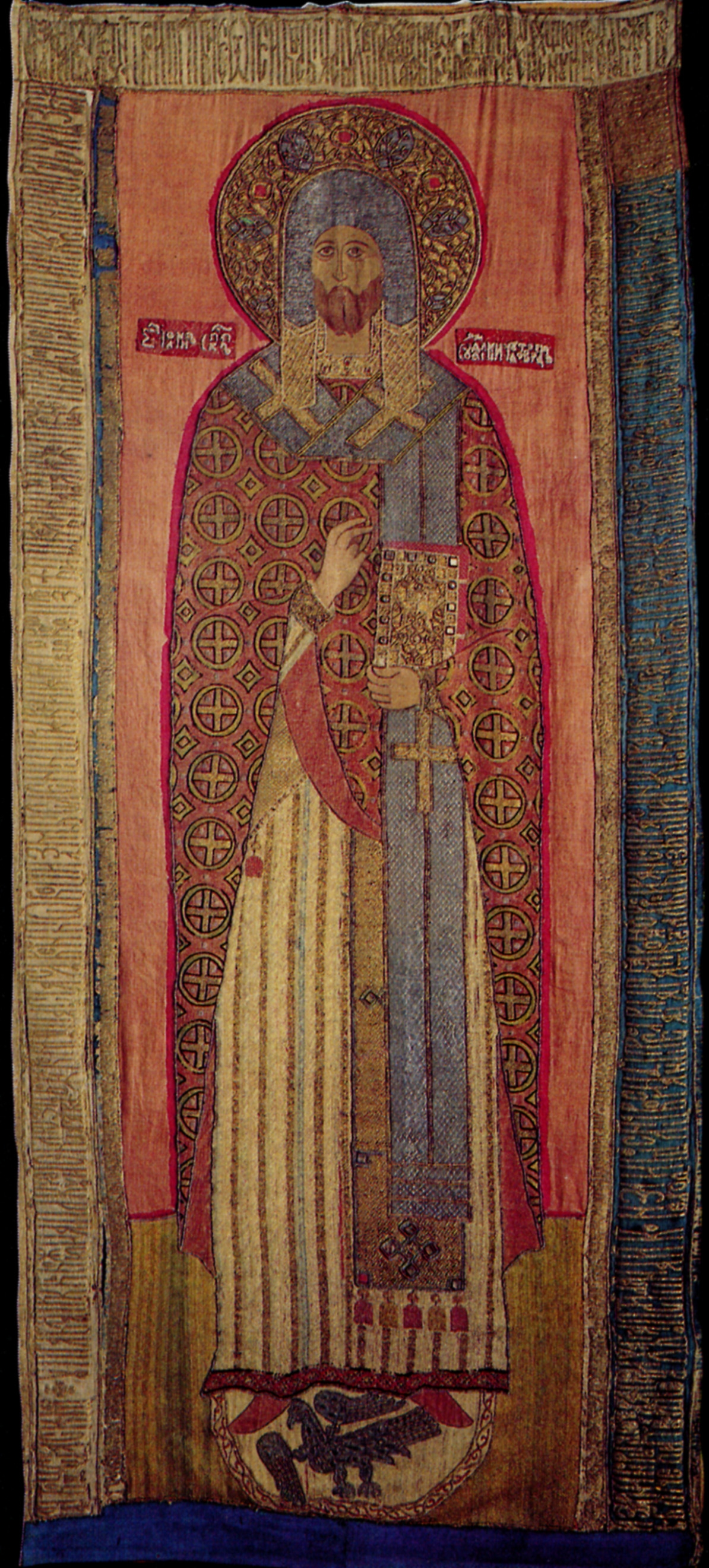
Епископ Иоанн, пелена, 1578 г.

Канонизирован Русской церковью в лике святителей. Память 20 августа (переложение мощей), 15 октября.

## Биография
Известия источников о св. Иоанне, епископе Суздальском, жившем, по-видимому, в XIV веке, скупы и противоречивы — ничего не известно ни о его происхождении, ни о времени и месте его рождения и пострижения, неясны и обстоятельства, при которых он возглавил и оставил Суздальскую кафедру.
Посвящён в епископы Константинопольским патриархом в Нижнем Новгороде по желанию князя Константина Васильевича в 1350 году.
Святитель Иоанн известен своей любовью к беднякам и больным; за бедных он ходатайствовал перед князьями об уменьшении налогов, для больных устраивал богадельни и больницы. Много заботился святитель о просвещении христианской верой языческой мордвы.
Однажды во время Божественной литургии Суздальский князь Борис Константинович видел, как Ангел Божий сослужил святителю.
После присоединения Суздаля к Московской митрополии святитель Иоанн принял схиму и удалился в Боголюбский монастырь. Там он жил уединенно и мирно скончался 15 октября 1373 года.
У гроба святителя засвидетельствованы многочисленные исцеления.
20 августа 1879 года честные мощи святителей Феодора и Иоанна, по указу Святейшего Синода, были переложены в новые серебряные раки, устроенные усердием суздальцев, в честь чего было установлено празднование. В 1998 году их мощи были перенесены из собора Рождества Богородицы в храм Казанской иконы Божией Матери в Суздале.